# Michael Pewny

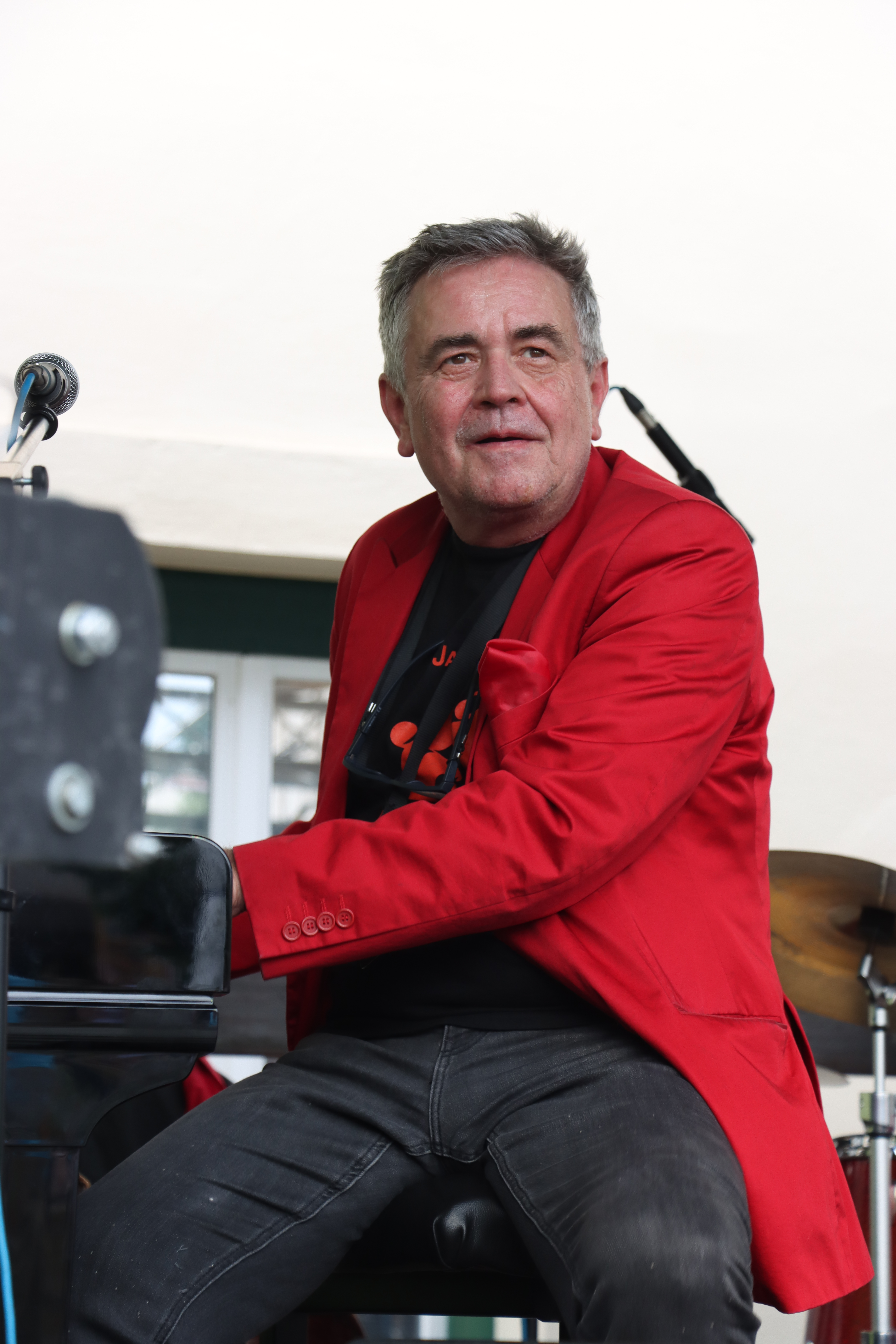
Michael Pewny in Brunn am Gebirge, 2025.

Michael Pewny (* 11. November 1963 in Wien) ist ein österreichischer Boogie-Woogie-, Jazz- und Bluespianist.

## Leben und Wirken
Pewny erhielt ab dem sechsten Lebensjahr, vorbelastet durch seinen Vater Leopold Pewny (1940–2018), klassischen Klavierunterricht. Mit 13 Jahren kam er erstmals mit dem Boogie-Woogie in Berührung. Von diesem Zeitpunkt an stand diese Stilrichtung im Mittelpunkt seines musikalischen Wirkens. Mit 13 Jahren entdeckte er seine Liebe zum Blues und hörte Aufnahmen von Albert Ammons, Pete Johnson und Meade Lux Lewis. 1979 hatte Pewny seinen ersten öffentlichen Auftritt in der Volkshochschule Hietzing; 1981 spielte er im Wiener Club „Papa's Tapas“. Nach Matura in der International Business College Hetzendorf, Militärdienst und Studium an der Wirtschaftsuniversität Wien, später dann auch Donau-Universität Krems, und weiteren Clubauftritten und Sessions (Jazzland, Roter Engel, Starclub Wien) nahm er 1988 seine erste LP „Vienna Boogie Woogie“ mit Torsten Zwingenberger am Schlagzeug auf. 1990 produzierte Bellaphon mit Pewny und der englischen Sängerin Dana Gillespie die CD „Left Hand Roller“.
Nach einigen Reisen nach den USA, vorliebend nach New Orleans, mit Günther Schifter und den Jazzhouse Ramblers aus Krems, Tourneen und Fernsehauftritten, nahm er 1992 seine zweite CD „Boogie on My Mind“ mit Martin Wichtl und der Sängerin Sabine Ruzicka aus Krems auf. Er hatte Auftritte beim Jazzfest Wien und Festivals in Hamburg, Paris, München, Kitzbühel, Cincinnati, Ecaussinnes, Burghausen (mit Big Jay McNeely & Dana Gillespie), Ermelo, Laroquebrou sowie Reisen nach Dallas, Chicago und Ferner Osten, inspirierten Pewny 1999 zusammen mit Al Cook, Martin Breinschmid und seinem Vater Leopold zur Aufnahme von „Movin’ to Chicago“.
Anlässlich seines 20-jährigen Bühnenbestehens erschien im Jahr 2000 die CD „20 Years Jamboree“. 2001 brachte das von Pewny mit seiner Frau im Jahr 1999 gegründete Eigen-Label Susy Records „Steamin' Blues“ auf dem Markt. Im Jahr 2003 erfolgte die Produktion seiner ersten DVD und dann Festivals in Lugano (Schweiz) mit Silvan Zingg und Axel Zwingenberger, sowie La Roquebrou (Südfrankreich) mit Jean-Paul Amouroux, Martijn Schok, Ricky Nye, Christian Bleiming, Errol Dixon, Stefano Franco, Greta Holtrop und Karen Caroll aus Chicago.
2003 war er an Aufnahmen mit Jean-Paul Amouroux beteiligt. 2004 hatte er einen Auftritt im Wiener Konzerthaus mit Peter Rapp. Von 2007 bis 2014 war er musikalischer Leiter und Intendant des Internationalen Brunner Blues & Boogie Woogie Festival in Brunn am Gebirge. Nach weiteren Veröffentlichungen kam 2012 sein erstes Solo-Album „Der Hollywood Pianist“ auf dem Markt (nachdem 2009 der Titel „Sweet Sixteen Bars“ aus dem Gemeinschaftsalbum mit Torsten Zwingenberger im Hollywood-Film Er steht einfach nicht auf Dich verwendet wurde). 2015 spielte Pewny mit Axel Zwingenberger im Radiokulturhaus des ORF.
Michael Pewny war verheiratet mit Susanne Pewny, die 2018 verstarb.

## Diskografische Hinweise (Auszug)
- 1988/1994 LP/CD Vienna Boogie Woogie Phonotop/SR04CD mit Torsten Zwingenberger
- 1990 LP/CD Left Hand Roller Bellaphon/SR05CD mit Dana Gillespie, Martin Wichtl
- 1996 Crazy Bout Boogie Bellaphon/SR06CD mit Christian Dozzler
- 1999 Movin to Chicago SR01CD mit Al Cook, Leopold Pewny u. a.
- 2000 20 Years Jamboree SR02Cd mit Oscar Klein, Willi Meerwald, Hans Bichler, Gerd Stächelin
- 2014 Michael Pewny & Big Jay McNeely live in Vienna Reigen
- 2015 Special Blues Nights in Vienna SR15CD
- 2017 Boogie Woogie News SR16CD mit Axel Zwingenberger, Vince Weber & Friends
- 2019 Try Me mit Dana Gillespie & Friends